# Павло з Фів
Павло з Фів, Павло Фівейський або Павло Пустельник (єг. арабська: Anba Bola; копт. Ⲁⲃⲃⲁ Ⲡⲁⲩⲗⲉ, грец. Παῦλος ὁ Θηβαῖος ~226/227 — ~341) — святий православної та католицької церкви, перший християнський чернець і самітник, який прожив, за переказами, 113 років, з них 91 рік — у пустелі. У православній церкві вважається преподобним.

## Життєпис

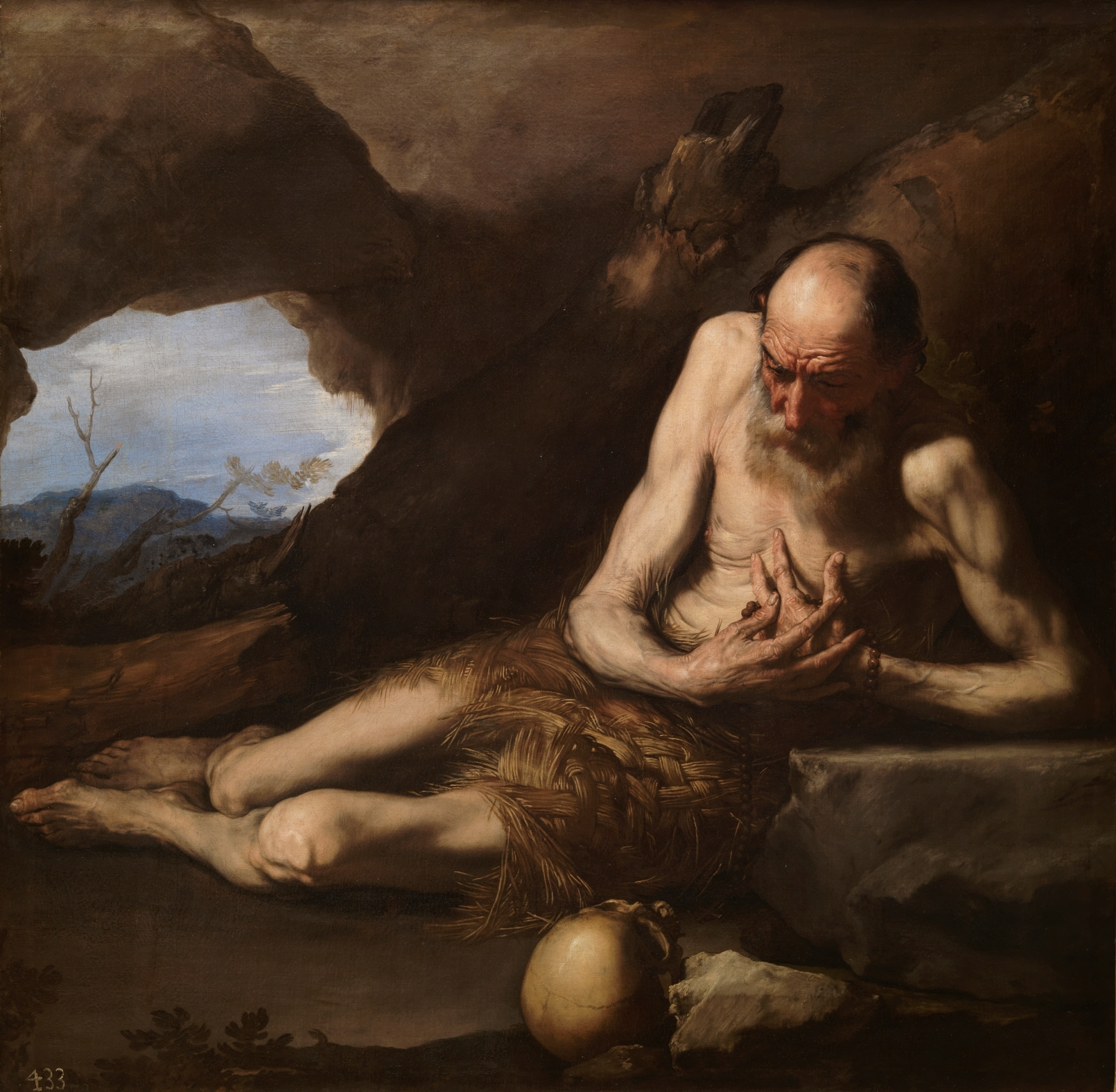
Святий Павло Фівейський, перший пустельник і засновник чернецтва

Основні відомості про Павла Пустельника містяться в описі «Життя Павла, першого самітника» (Vita Pauli primi eremitae), що був складений латиною Єронімом Стридонським, ймовірно, в 375—376 рр. Павло Пустельник народився близько 227 року в єгипетській Фіваїді.
Коли Павло та його одружена сестра втратили батьків, щоб заволодіти часткою спадщини Павла, чоловік його сестри (швагер) прагнув видати його переслідувачам християн. Згідно З Єронімом, Павло втік до Фіванської пустелі молодим чоловіком під час гонінь імператорів Деція та Валер'яна, близько 250 року нашої ери.

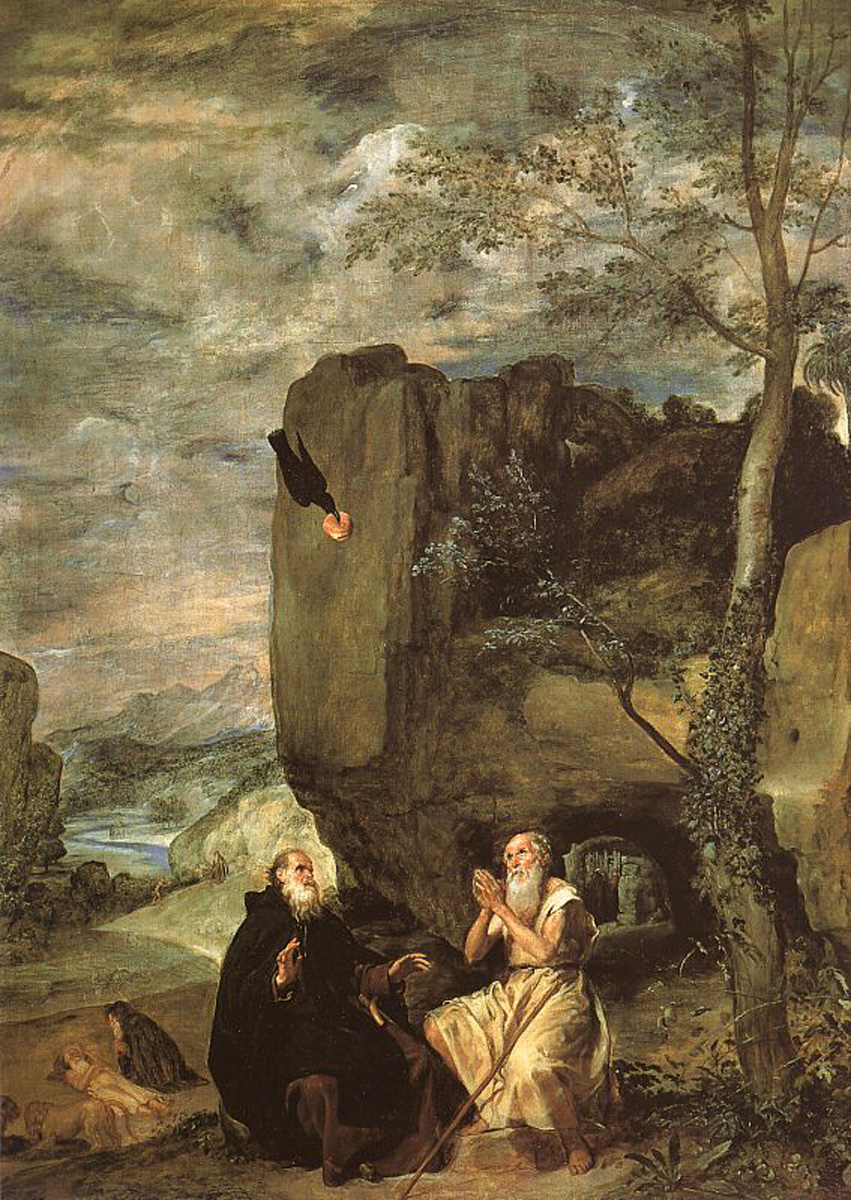
Візит Антонія Великого до Павла Пустельника. Дієго Веласкес, 1634 р.

Він жив у горах цієї пустелі в печері біля чистого джерела та пальми, листя якої забезпечувало його одягом, а плоди були єдиним джерелом їжі до 43 років, коли ворон почав щодня приносити йому половину хліба. Він залишався у цій печері до кінця свого життя, майже протягом ста років.
Павло Пустельник став відомий нащадкам, оскільки приблизно в 342 році іншому знаменитому пустельник — Антоній Великий, що усамітнився трохи пізніше за Павла в тій самій пустелі, уві сні дізнався про існування старшого відлюдника, що перебував десь поруч із ним і Антоній вирушив на його пошуки. Єронім розповідав, що Антоній Великий та Павло зустрілись, коли останньому було 113 років. Вони спілкувались один з одним протягом одного дня та однієї ночі. Синаксар показує, як кожен відлюдник запрошує іншого благословити та переламати хліб, як знак пошани. Павло тримав одну сторону, віддаючи іншу сторону в руки отця Антонія, і незабаром хліб розірвався посередині, і кожен взяв свою частину. Коли Антоній наступного разу відвідав його, Павло був вже мертвий. Антоній одягнув його в туніку, яку йому подарував Афанасій Александрійський і поховав в пустелі і, за легендою, два леви допомагали йому копати могилу.
Отець Антоній повернувся до місця свого усамітнення, взявши з собою одежу Павла, сплетену з пальмового листя. Він настільки шанував цей одяг Павла Пустельника, що одягав його лише два рази на рік — на свято Великодня та на П'ятдесятницю.

## Посмертне шанування святого

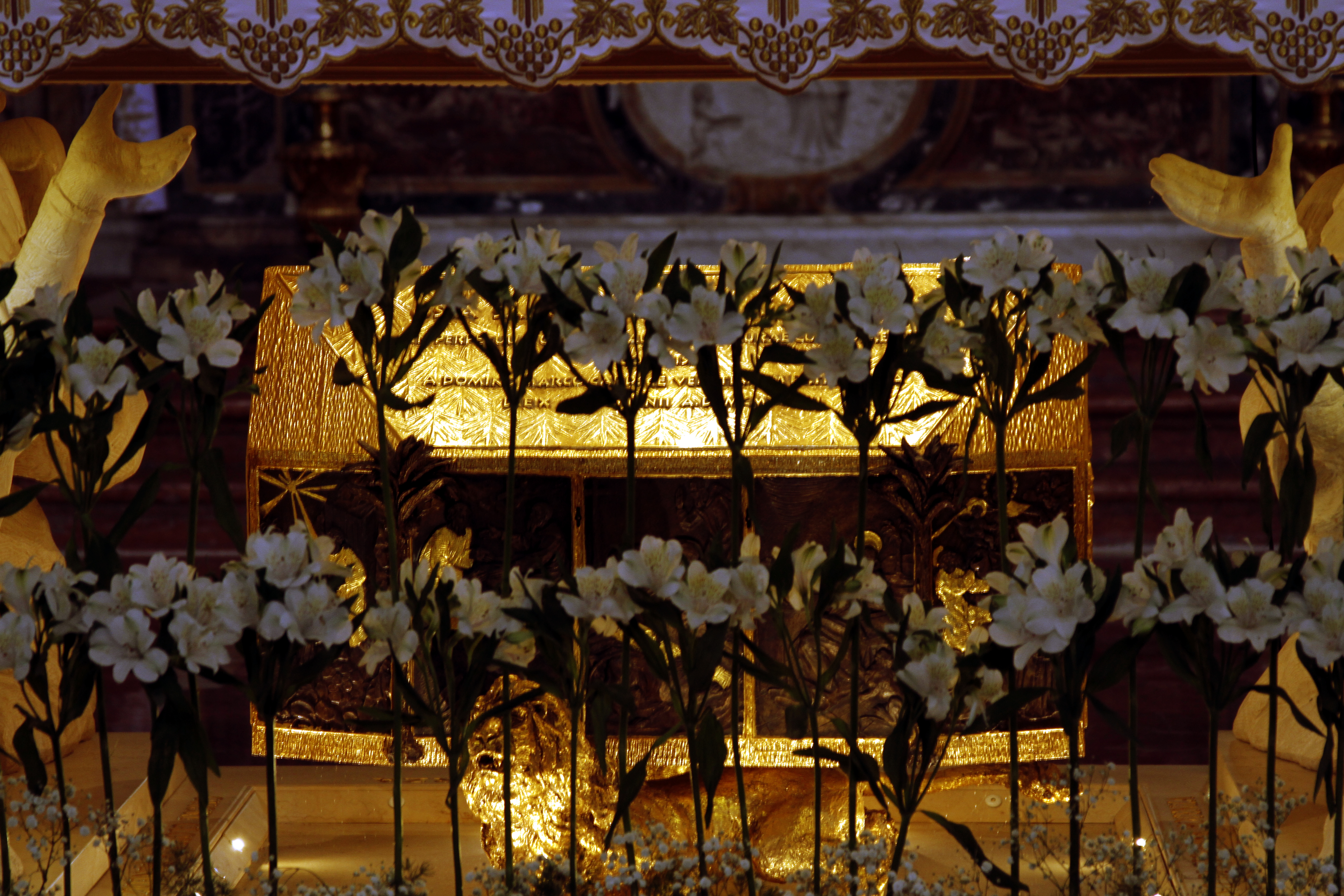
Релікварій Павла Пустельника в Равенні

В XII столітті тіло святого Павла, по волі імператора Мануіла I (1143—1180), було перенесено до Константинополя і покладено в Перивлептському монастирі Пресвятої Богородиці. Згодом його перенесли до Венеції і, нарешті, в Угорщину в м. Офа. Частина мощей (частина голови) св. Павла знаходиться в Римі.
В Єгипті, на місці, де перебував в пустелі святий, знаходиться чинний Монастир святого Павла Фівейського.
У XIII столітті в Угорщині на честь Павла Пустельника було засновано католицький чернечий орден Отців Паулінів (англ. The Order of Saint Paul the First Hermit). Сьогодні Орден Отців Паулінів поширений в багатьох країнах світу. Монастир Отців Паулінів знаходиться зокрема у центрі м. Варшави. Серед найвідоміших монастирів Отців Паулінів — історичний польський Ясногірський монастир в Ченстохові з чудотворною іконою Чорної Богоматері Ченстоховської.
Св. Павло Пустельник зображується, зазвичай, з пальмовим деревом та двома левами.

День Пам'яті — 15 січня. 